# Шторм Кіара
Шторм Кіара, також відомий як Ciara в англомовних, та Sabine у німецькомовних країнах — був потужним і довготривалим позатропічним циклоном, третім штормом з власним іменем у сезоні штормів в Ірландії, Великій Британії та Нідерландах у 2019–20 роках. Кіара приніс сильний дощ та сильний вітер на більшу частину Ірландії, Великій Британії, Швеції та інших північних регіонів Європи.

## Метеорологічна історія

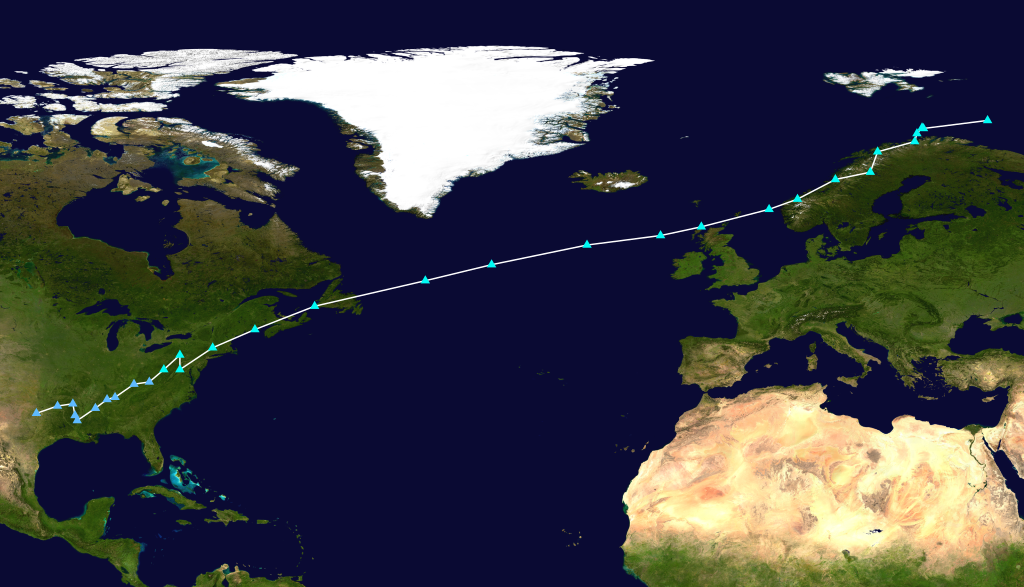
Мапа, що показує стежку урагану за даними Океанічного Центру Прогнозування

4 лютого Met Office видав жовте штормове попередження на наступні вихідні щодо можливого шторму, що накриє всю Велику Британію. Ураган офіційно отримав назву Ciara  від Met Office у Великій Британії, а Sabine — від Deutscher Wetterdienst у Німеччині.

## Підготовка та наслідки

### Велика Британія
4 лютого Met Office видав жовте штормове попередження на наступні вихідні щодо можливого шторму, що накриє всю Велику Британію. Наступного дня ураган офіційно отримав назву Ciara. 9 лютого було видано помаранчеве штормове попередження для більшої частини Англії, а решта Великої Британії залишилася під жовтим попередженням. Агентство прогнозувало силу вітру від 80 до 90 км/год по всій країні, з можливістю поривів до 130 км/год уздовж прибережних регіонів.
9 лютого сильні зливи від Кіара спричинили значні наслідки на Британських островах. Як результат, Агентство охорони навколишнього середовища видало 186 тривог про повені, 251 попередження про повені та 1 попередження про суворі повені в Англії. Суворе попередження, яке згодом було знято, було видане для річки Нідд де рівень води у 5,1 м, як очікувалося, був визнаний за «небезпечний для життя» і такий, що може затопити протиповеневий захист. У Великій Британії загалом близько 539 000 людей залишилися без струму через ураган.
58-річний чоловік загинув після того, як дерево під час шторму 10 лютого впало на його машину в Гемпширі.

### Ірландія
6 лютого Met Éireann видав жовте попередження про шторм та дощ по всій країні 8 та 9 лютого, прогнозуючи середню швидкість вітру від 50 до 65 км/год, з поривами до 110 км/год, та кількість опадів до 40 мм. Помаранчеві попередження про вітер були додатково видані для графств Голвей, Майо та Донегал 7 лютого. Було також видано жовте попередження про вітер по всій країні, яке діяло з 9 по 10 лютого, а також попередження про сніг та ожеледицю по всій країні протягом 10 по 11 лютого.

### Франція
Готуючись до шторму Кіари, 42 департаменти Франції отримали помаранчеве попередження.

### Німеччина

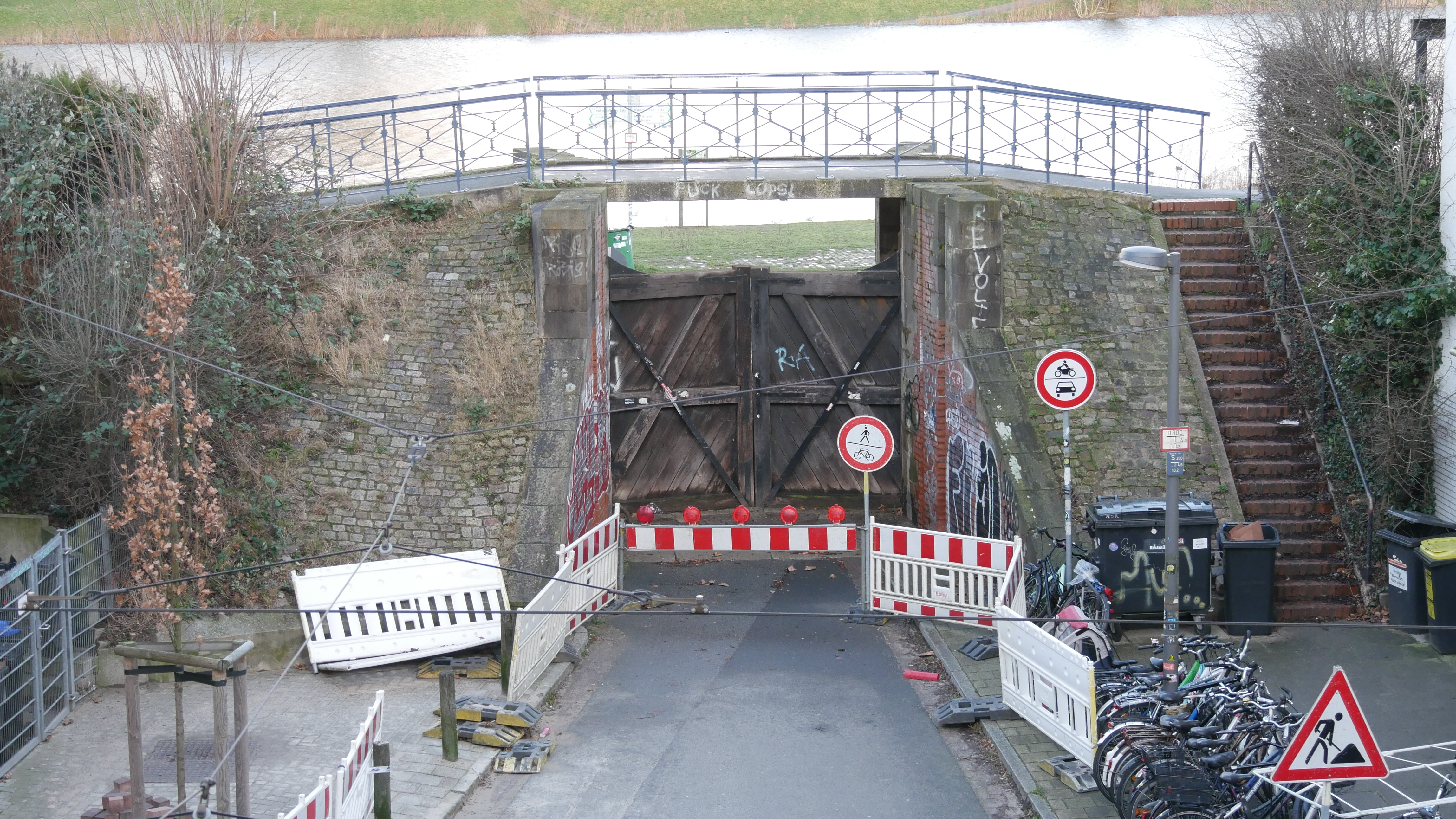
Готовність, закрита дамба у Бремені

7 лютого Deutscher Wetterdienst офіційно найменував шторм як Sabine в Німеччині.
9 лютого швидкість вітру перевищила 140 км/год в гірському масиві Гарц, і 120 км/год в Кілі. Того ж дня було скасовано близько 150 рейсів до та з аеропорту Франкфурта, повідомляє його оператор Fraport. Також були зачеплені рейси до Мюнхена, Кельна, Ганновера, Берліна, Дюссельдорфа та Бремена. Футбольний матч Бундесліги між ФК Кельн та Борусія Менхенгладбах, було відкладено через шторм.
Готуючись до шторму 10 лютого, було також скасовано ще 130 рейсів, запланованих на цей день. Lufthansa заявила, що скасує рейси на короткі та дальні рейси до 12:00 GMT та 13:00 GMT відповідно.

### Нідерланди
7 лютого Королівський метеорологічний інститут Нідерландів (KNMI) видав жовте попередження про вітер по всій країні, прогнозуючи пориви вітру до 120 км/год.

### Швеція

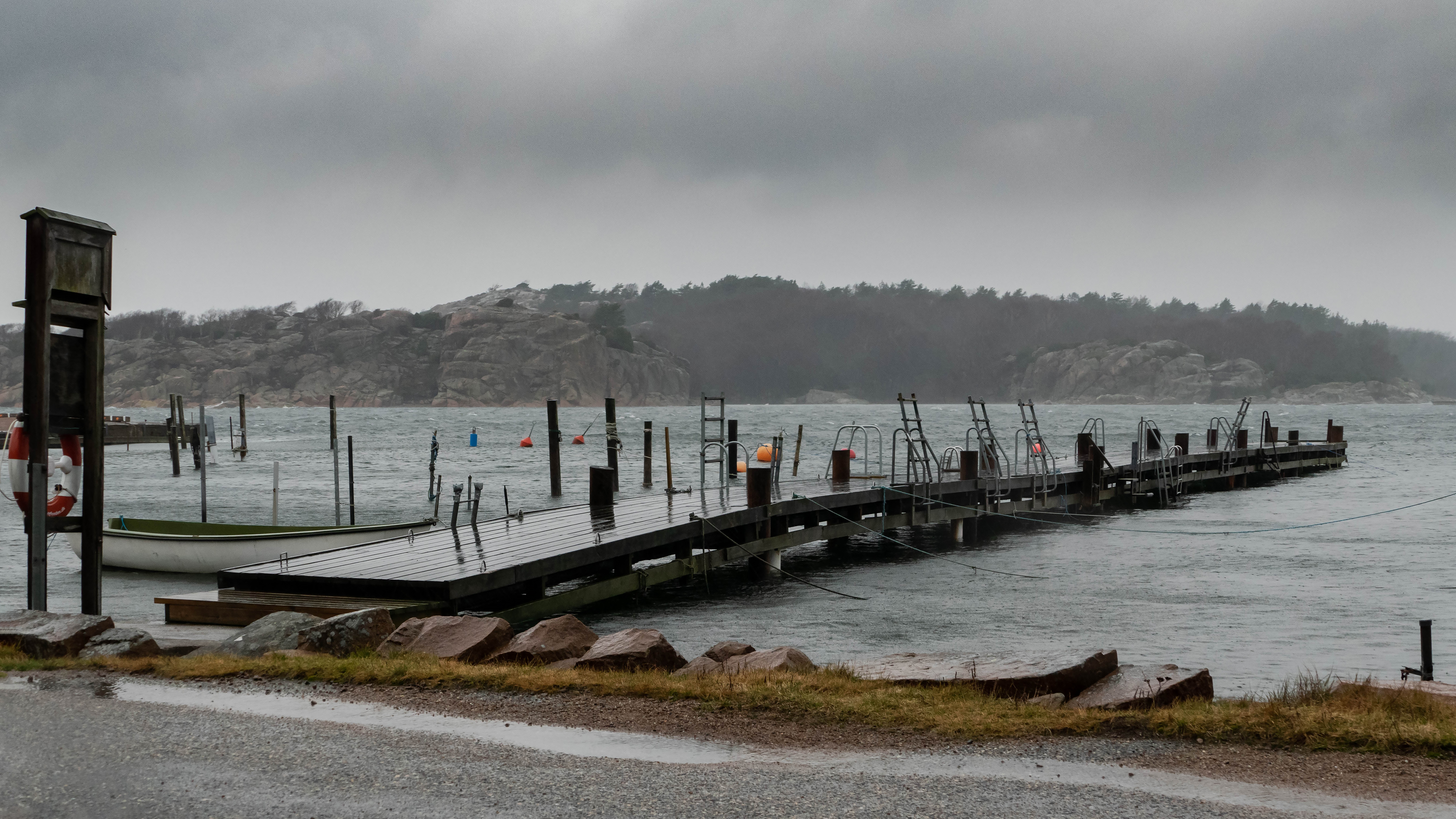
Гавань Говік, муніципалітет Лісекіл, Швеція, під час урагану Кіара. Вітер посунув воду в Брофьорден, внаслідок чого рівень води піднявся приблизно до 70 см вище середнього.

9 лютого були зафіксовані вітри близько 25 м/с (90 км/год) на західному узбережжі Швеції. Напередодні Шведським метеорологічним та гідрологічним інститутом було винесено кілька попереджень класу 2. Залізничні перевезення на заході та півдні країни були скасовані через ризик пошкодження колій. Було скасовано декілька поромів між материком та Готландом, міст Удевальда був закритий, було винесено попередження щодо Еландського та Ересундського мосту. Вітер також призвів до значного коливання рівня води, при цьому рівень вище середнього зафіксовано у Ботнійському морі та Ботнійській затоці, рівень нижче норми — на півдні Балтійського моря.

### Австрія

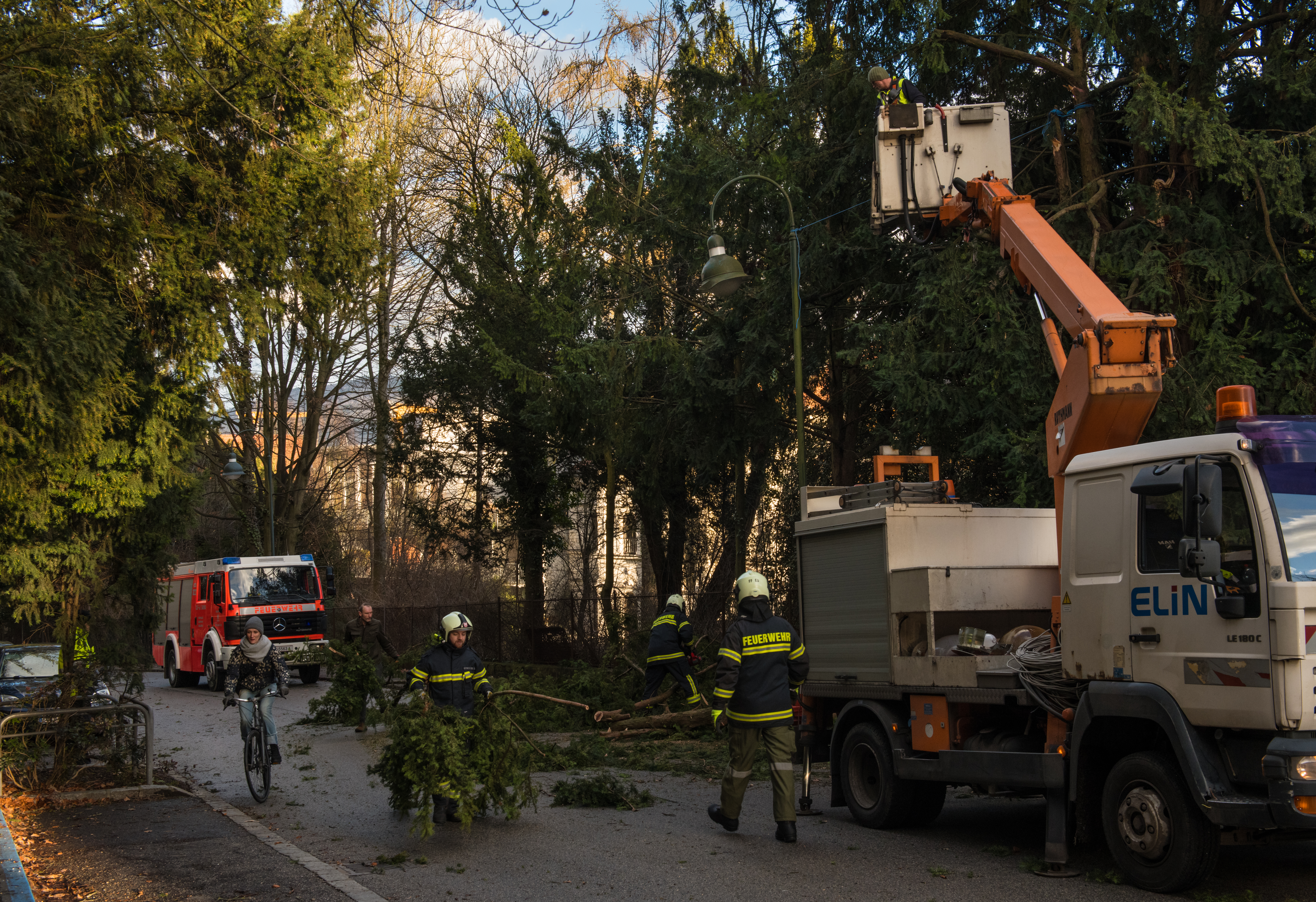
Бурелом у Лінці.

Вплив урагану було зосереджено на Верхній Австрії, Нижній Австрії, Тіролі та Форарльберзі. Пошкодження змусили закритись залізниці Франц-Йозеф, Міттенвальд, Мюлькрейс, Пхернської залізниці та залізниці Суммерау до Чехії, де Чеські залізниці повідомили про 45 обмежень руху у своїй мережі. Вулиці були перекриті деревами, 30 000 домогосподарств постраждали від відключення електроенергії. Парки в Зальцбурзі, Санкт-Пельтені та Відні були закриті в якості запобіжного заходу.